# Sara Lidman
Sara Lidman (suec: Sara Adéla Lidman)  (Missenträsk, 30 de desembre de 1923 - Umeå, 17 de juny de 2004) va ser una escriptora i activista sueca guardonada amb el Premi de Literatura del Consell Nòrdic el 1980 per la seva obra Vredens Barn.
Va escriure la major part de la seva obra literària en el dialecte que es parla al seu comtat natal. A les seves novel·les tracta temes com la marginalitat i la reivindicació de drets. El seu ús innovador del llenguatge és una barreja original d'ús dialectal, expressions bíbliques, argot formal i un sentiment rítmic poètic.

## Biografia
Nascuda a Missenträsk, poble de l'actual municipi de Skellefteå, Lidman es va criar a la regió de Västerbotten, al nord de Suècia. Va estudiar a la Universitat d'Uppsala, on va interrompre els seus estudis en contraure tuberculosi. Finalment va haver de graduar-se per correspondència.
Lidman va aconseguir el seu primer gran èxit amb la novel·la Tjärdalen («L'alambí de quitrà»). En aquesta obra i en la seva segona novel·la, Hjortronlandet («El camp de nabius»), explora els temes de l'alienació i l'aïllament. Les seves primeres novel·les se centren en les difícils condicions dels camperols pobres del comtat septentrional suec de Västerbotten durant el segle xix.
Va escriure extensament sobre temes polítics, sempre des d'un punt de vista socialista. Va protestar contra la Guerra del Vietnam (va viatjar al Vietnam del Nord i va participar al Tribunal Russell) i contra l'apartheid a Sud-àfrica. Va donar suport a les influents vagues mineres de 1969-1970 i va participar activament en els moviments comunista i ecologista. Entre 1977 i 1985 va escriure una sèrie de set novel·les sobre el procés de colonització del nord de Suècia.
Lidman va morir a Umeå el 2004. Tenia 80 anys. Està enterrada al cementiri d'Österjörn.